# Даніель Пеннак
 Даніель Пеннак (фр. Daniel Pennac, справжнє ім'я  Daniel Pennacchioni) – французький письменник. 

## Життєпис
Народився  1 грудня 1944 в Касабланка, Марокко. Його батько, інженер за фахом, став офіцером колоніальної армії, дослужився до звання генерала. Тому дитинство майбутній письменник провів у гарнізонах Африки, Індокитаю та Франції.
За освітою — викладач французької мови та літератури. Працював із дітьми, які мають затримку розвитку. Саме дітям призначені його перші твори «Куть-кутько» (Cabot-Caboche, 1982) та «Око вовка» ('L'œil du loup, 1984).
Найвідоміші твори – детективні романи, які склали «Сагу Малоссена», що розповідає історію Бенджамена Малоссена і його сім'ї. 
Крім художньої прози в доробку Д.Пеннака есеї, спогади та сценарії.

## Переклади українською
- «Око вовка. Куть-кутько [Архівовано 2 травня 2017 у Wayback Machine.]»: пер. з франц. М.Венгренівська. - Київ : Неопалима купина, 2008.
- «Усе для людожерів»: роман / пер. з франц. М.Марченко. – Київ : К.І.С., 2015. – 228 с.
- "Той ще песик": пер. з франц. Ася Висинська. - "Видавництво "Час Майстрів", 2019
- "Око вовка": пер. з франц. М.Марченко. - Видавництво "Час Майстрів", 2020

## «Декларація прав читача»
У своєму есеї «Як роман» (Comme un roman, 1992) Пеннак, зокрема, проголошує такі права читача:
- право не читати
- право перескакувати
- право не дочитувати
- право перечитувати
- право читати будь-що
- право перевтілюватися в героя
- право читати будь-де
- право читати з будь-якого місця
- право читати вголос
- право не обговорювати прочитане